# Sachs-Hornbostel
Hornbostel-Sachs of Sachs-Hornbostel is een systeem om muziekinstrumenten mee te classificeren, gebaseerd op het mechanisme waarmee het geluid door het instrument wordt voortgebracht.  Het is door etnomusicologen en organologen het meest gebruikte systeem voor dit doel.
Het systeem is ontworpen door Erich von Hornbostel en Curt Sachs en werd voor het eerst in het Zeitschrift für Musik in 1914 beschreven. Een Engelse vertaling verscheen in 1961 in het Galpin Society Journal.
De oorsprong van de methode is het systeem, dat eind 19e eeuw door Victor-Charles Mahillon werd ontworpen, de conservator van de collectie muziekinstrumenten van het conservatorium van Brussel. Dit systeem beperkte zich hoofdzakelijk tot de instrumenten, waarmee in de West-Europese klassieke muziek wordt gespeeld, maar het was wel een van de eerste systemen die op de manier was gebaseerd, waarop de klank in een instrument wordt voortgebracht. Het systeem van Hornbostel-Sachs maakte het mogelijk het onderscheid van Mahillon op instrumenten uit iedere cultuur toe te passen.
De cijfers geven de indeling in klassen.
- Idiofonen (1) 
  - Aangeslagen idiofonen (11) - xylofoon
  - Getokkelde idiofonen (12) - mondharp
  - Frictie-idiofonen (13) - zingende zaag
  - Geblazen idiofonen (14)
  -  Niet-geclassificeerde idiofonen (15)
- Membranofonen (2)
  - Aangeslagen membranofonen (21) - pauk
  - Getokkelde membranofonen (22)
  - Frictie-membranofonen (23) - rommelpot
  - Geblazen membranofonen (24) - kazoo
  -  Niet-geclassificeerde membranofonen (25)
- Chordofonen (3) 
  - Enkelvoudige chordofonen (31)
  - Samengestelde chordofonen (32) - viool, harp
  -  Niet-geclassificeerde chordofonen (33)
- Aerofonen (4)
  - Vrije aerofonen (41) - snorrebot
  - Gesloten aerofonen (42) - fluit, trompet
  -  Niet-geclassificeerde aerofonen (43)
- Elektrofonen (5)
  - Elektrisch aangestuurde instrumenten (51)
  - Elektrisch versterkte instrumenten (52)
  -  Instrumenten met elektronisch gegenereerd geluid (53) - theremin, synthesizer

De laatste groep, door Sachs in 1940 toegevoegd, is eigenlijk een buitenbeentje in de zin dat er hier van werd afgestapt de geluidsbron als primaire sleutel voor de onderverdeling te kiezen. Moderne musicologen zullen een pijporgel, ook al wordt het elektromechanisch bespeeld, toch tot de aerofonen rekenen, en de elektrische gitaar tot de chordofonen.